# Xeret
Xeret (en rus: Шерет) és un poble (un possiólok) de Calmúquia, a Rússia, segons el cens del 2012 tenia 222 habitants. Pertany al districte municipal d'Ikí-Burul.